# Schildhof

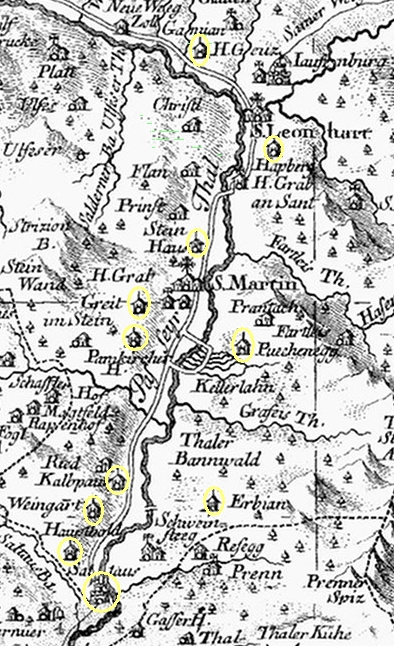
Ligging van de Schildhoven in het Passeiertal (Atlas Tyrolensis 1774)

De Schildhoven (Duits: Schildhöfe) in het Passeiertal in Zuid-Tirol (Italië) zijn middeleeuwse herenboerderijen/burchten waar de Tiroolse lagere adel, Schildheren genoemd (boeren met plichten en privileges), vanaf de 14e eeuw woonden en werkten.
De gebouwen zijn, in tegenstelling tot andere boerderijen in de streek, opgetrokken uit steen. Sommige Schildhoven zijn voorzien van torens.
Er zijn tegenwoordig nog elf Schildhoven behouden gebleven, die echter allemaal hun oorspronkelijke functie hebben verloren. De meeste Schildhoven zijn privéwoningen, sommige worden (deels) verhuurd als vakantie-appartement of doen dienst als hotel of pension. 

## Geschiedenis
In 1317 verhief koning Hendrik van Bohemen door middel van een Freiheitsbrief zeven leenmannen, die allen aanzien en diverse bezittingen hadden, tot zogenoemde Einschildrittern (Schildridders of Schildheren), oftewel tot de lagere adelstand. 
Deze heren hadden diverse plichten tegenover de rechters of rentmeesters op Slot Tirol (Schloss Tirol). In ruil daarvoor kregen ze, als vertrouweling van de Vorst van Tirol, verschillende privileges. De Schildheren onderstreepten deze bijzondere positie door het bouwen van hun Schildhoven, die in tegenstelling tot andere boerderijen in het gebied waren opgetrokken uit steen en waren vaak steviger en groter gebouwd, inclusief vestingmuren en torens.
Sommige Schildheren kregen hun positie door de nauwe relatie die ze met de vorsten hadden. Zo was Albert von Gomion-Forst (woonachtig op Schildhof Gomion en later op Burcht Vorst) een buitenechtelijke zoon van Meinhard II van Gorizia-Tirol. Meinhard II was ook de vader van Hendrik van Bohemen.
Met het verplaatsen van de regeringszetel in 1420, van Meran naar Innsbruck, verloor de nauwe relatie met de Schildheren haar betekenis. De privileges waren niet meer persoonsgebonden, maar behoorden nu toe aan de Schildhof zelf (en haar eigenaar of bewoner), ook als de Schildhof in de loop der jaren in handen kwam van gewone boeren of particulieren. 
Vanaf 1524 waren de Schildhoven in de Tiroler Landtag vertegenwoordigd.
Aan het eind van de 18e eeuw ging door een grote belastinghervorming en verordeningen van Keizer Jozef II het recht op de belastingvrijstelling verloren.
Op 27 mei 1784 kwamen de Schildheren onder de rechtsmacht van de rechters van het Passeiertal (i.p.v. aan het gerechtshof op Slot Tirol). Daarmee hadden de privileges en plichten van de Schildheren officieel geen betekenis meer. In 1790 namen de Schildheren voor het laatst deel aan de openbare Tiroler Landtag.

## Lijst van Schildhoven
| Officiële naam | Oude naam (1774) | Bijnaam                   | Eerste vermelding (jaartal) | Gemeente                 | Monumentennummer | Afbeelding |
| -------------- | ---------------- | ------------------------- | --------------------------- | ------------------------ | ---------------- | ---------- |
| Saltaus        |                  | Untersaltaus              | 1230                        | St. Martin in Passeier   | 17074            |            |
| Haupold        | Hauptbold        | Obersaltaus               | 1317                        | St. Martin in Passeier   | 17073            |            |
| Granstein      | Weingart         | Weingarten-Granstein      | 1284                        | St. Martin in Passeier   |                  |            |
| Kalmbauer      | Kalbpaur         | Kalm                      | 1288                        | St. Martin in Passeier   | 17071            |            |
| Baumkirch      | Pamkircher       | Baumkirchen / Untergereut | 1288                        | St. Martin in Passeier   | 17068            |            |
| Ober-Gereuth   | Greit            | Gereuth                   | 1288                        | St. Martin in Passeier   | 17067            |            |
| Steinhaus      |                  |                           | 1285                        | St. Martin in Passeier   | 17058            |            |
| Ebion          | Erbian           |                           | 14e eeuw                    | St. Leonhard in Passeier |                  |            |
| Buchenegg      | Puechenegg       | Puchach                   | 14e eeuw                    | St. Leonhard in Passeier |                  |            |
| Happerg        | Hapberg          | Kolber / Endhof           | 14e eeuw                    | St. Leonhard in Passeier |                  |            |
| Gomion         | Gamian           | Peterjörglhaus / Camian   | 14e eeuw                    | St. Leonhard in Passeier | 16963            |            |

### Voormalige Schildhoven
Onderstaande Schildhoven zijn in de loop der jaren verwoest, afgebroken of hebben hun functie verloren.
| Officiële naam | Bijnaam                  | Eerste vermelding (jaartal) | Gemeente                 | Monumentennummer | Afbeelding |
| -------------- | ------------------------ | --------------------------- | ------------------------ | ---------------- | ---------- |
| Unter-Pseirer  | Pseirer                  | 1288                        | St. Martin in Passeier   | 17069            |            |
| Lanthaler      |                          | onbekend                    | St. Martin in Passeier   | 17070            |            |
| Haniflehen     |                          | onbekend                    | onbekend                 |                  |            |
| Dorfbach       |                          | onbekend                    | onbekend                 |                  |            |
| Kammerveit     | Camerveit, Reinstadlhaus | onbekend                    | St. Leonhard in Passeier |                  |            |
| Widersicht     |                          | onbekend                    | onbekend                 |                  |            |

In sommige bronnen wordt ook de Jaufenburg, als woontoren van een Schildheer, tot de Schildhoven gerekend.

## Schildheren
De bewoners van de Schildhoven werden Schildheren genoemd (Duits: Schildherren of (vanaf 17e eeuw) Schildhöfler). Deze boeren met hoog aanzien kregen in de 14e eeuw van de vorst van Tirol diverse (voor)rechten en plichten.
De eerste Schildheren, benoemd door Hendrik van Böhmen in 1317, waren Egno de Saltavs, Haupold en Heinold von Passeier, Heinrich von Puchach, Friedrich von Weingart, Friedrich von Gereut en Berchtold von Steinhaus. Hun namen zijn gedeeltelijk naamgever aan hun Schildhoven en vice versa.

### Plichten
- Militaire dienstplicht: Te paard de Tiroolse vorst begeleiden en beschermen in oorlogstijd
- Bewaken en veiligstellen van alle belangrijke toegangswegen rond Slot Tirol
- Aan de Tiroolse graven regelmatig vlees van geschoten wild leveren, alsook wijn en andere lekkernijen
- Bewapend de wacht houden op Slot Tirol en op de Zenoburg

### Privileges

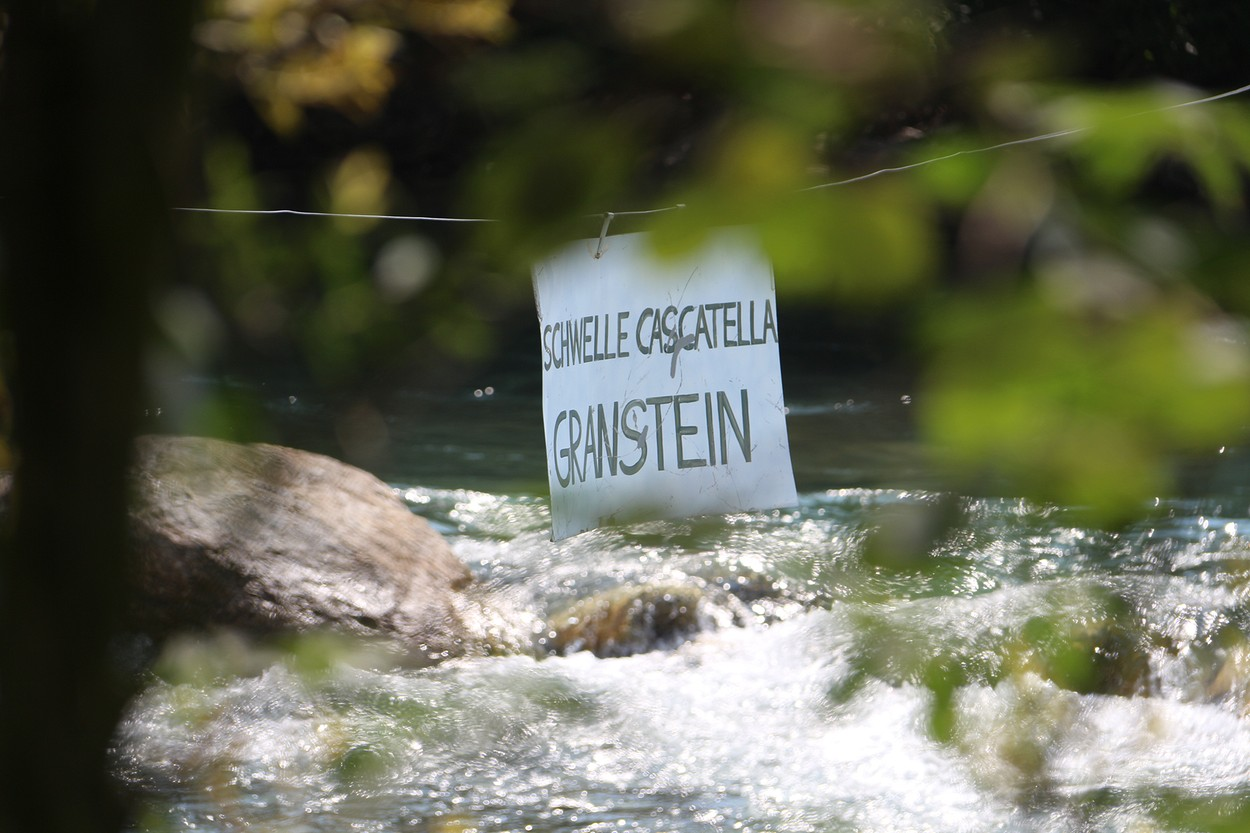
Markering visgebied Granstein op de Passer

De Schildheren hadden in tegenstelling tot de gewone bevolking voorrechten. Deze privileges kregen ze in ruil voor hun plichten aan de Tiroolse vorst.
- Ze hadden dezelfde rechten als de Adel wat betreft de belastingen
- Ze hadden hun rechtsmacht voor het hoge gerechtshof op Slot Tirol (en dus niet bij de lokale rechtbank) en later voor de gouverneur van het Adige-dal
- Ze mochten net als de gewone bevolking wapens bij zich dragen, echter ook bij het gerechtshof en in de kerken
- Elke Schildheer had zijn eigen zegel, waarmee onder andere oorkondes rechtsgeldig konden worden verklaard
- Ze hadden speciale vrijheden in de jacht en visserij, net als de Adel (zoals privé jachtgebieden)
- Bij feestelijke gelegenheden, zoals parades of bruiloften, gaan de schildheren gekleed in hun traditionele klederdracht

Tegenwoordig hebben de huidige bewoners van de Schildhoven enkel nog de twee laatste rechten.

### Klederdracht

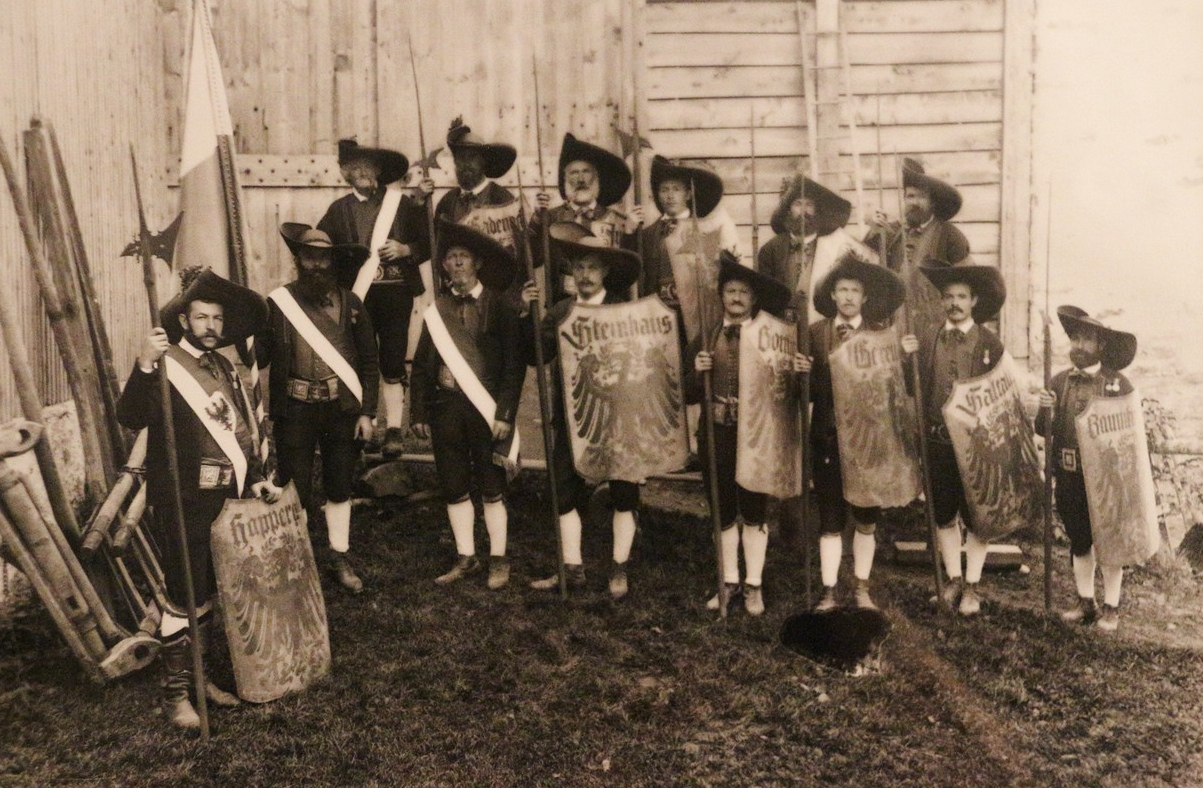
Schildheren in hun klederdracht (datum onbekend)

De Schildheren waren herkenbaar aan hun typische klederdracht. Deze kleding werd vooral gedragen tijdens feestelijke gelegenheden, zoals parades, processies of bruiloften. De Zuid-Tiroolse schrijver Rudolph Granichstadten-Czerva beschreef de klederdracht als volgt: Korte, zwarte lederhosen, witte kousen, zwarte geveterde schoenen, rood vest met een dubbele rij gele knopen, leren riem met daarop de naam in zilver geborduurd en een leren schort met rode opdruk. In zijn handen draagt de Schildheer het bij de Schildhof behorende schild. Als wapen voert hij een hellebaard (voorheen een speer). Op het hoofd wordt een grote ronde hoed gedragen, die aan de rechterkant omhoog gebogen is zodat de hellebaard, die in de rechterhand gedragen wordt, alle ruimte heeft.

### Schilden
Bij elke Schildhof hoort ook een eigen schild, dat door de Schildheer werd meegedragen in tijd van oorlog of in parades. Dit schild is half wit en half groen van kleur, met daarop de Tiroolse Adelaar (zonder kroon) en bovenaan in Gotische letters de naam van de Schildhof.
Volgens een mythe moet het schild te allen tijde in de Schildhof aanwezig zijn, tenzij de Schildheer het schild nodig heeft in oorlogstijd of bij parades. Is het schild echter buiten deze periodes door welke reden dan ook niet aanwezig, dan is de Schildhof niet beschermd tegen onheil.

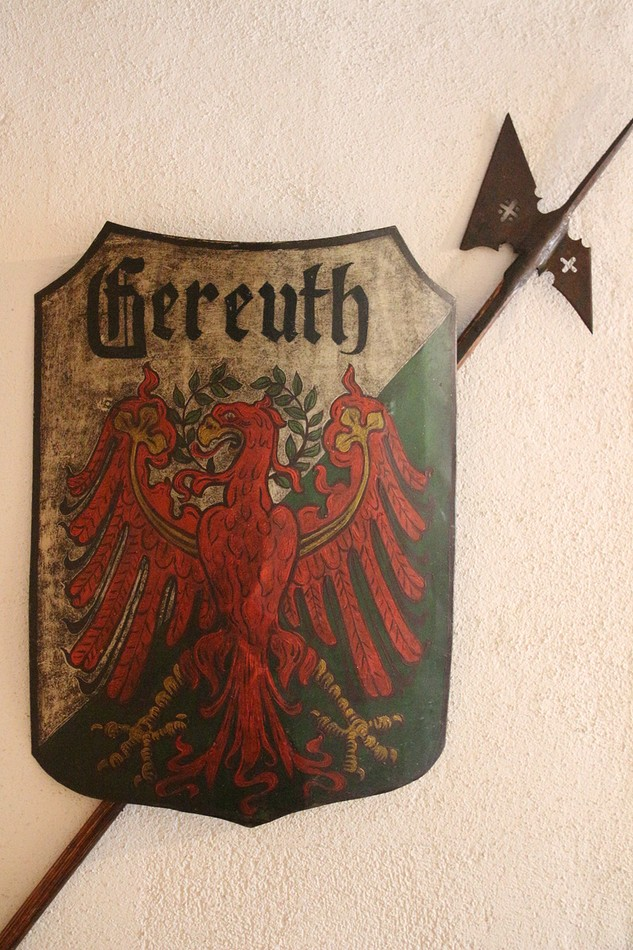
Schild en hellebaard Ober-Gereuth
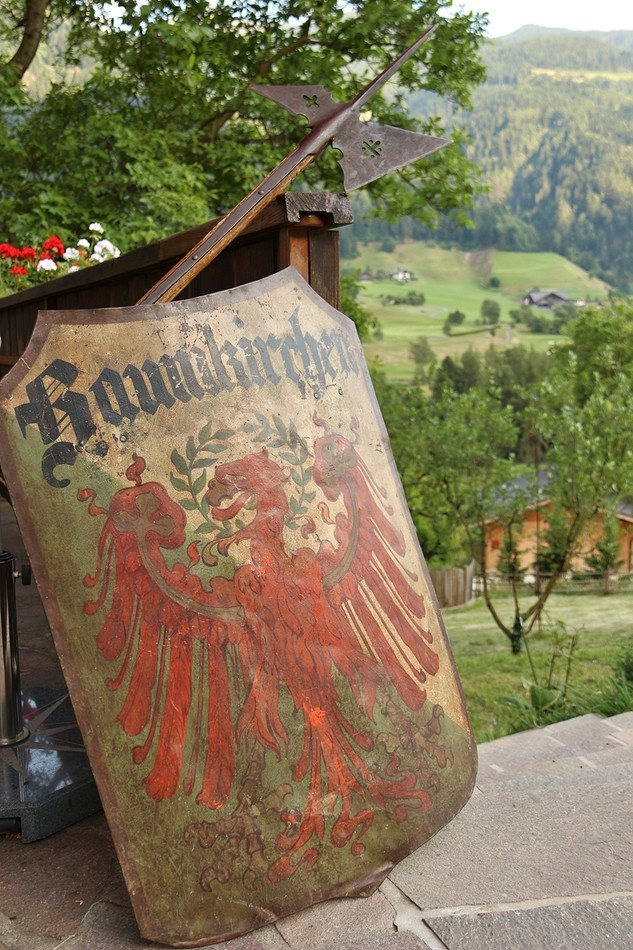
Schild en hellebaard Baumkirch
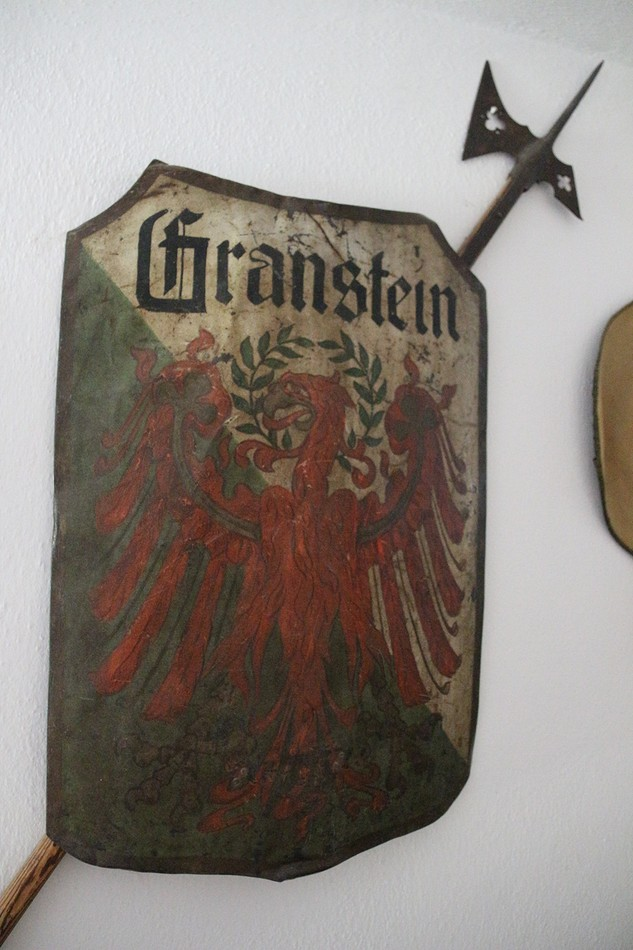
Schild en hellebaard Granstein
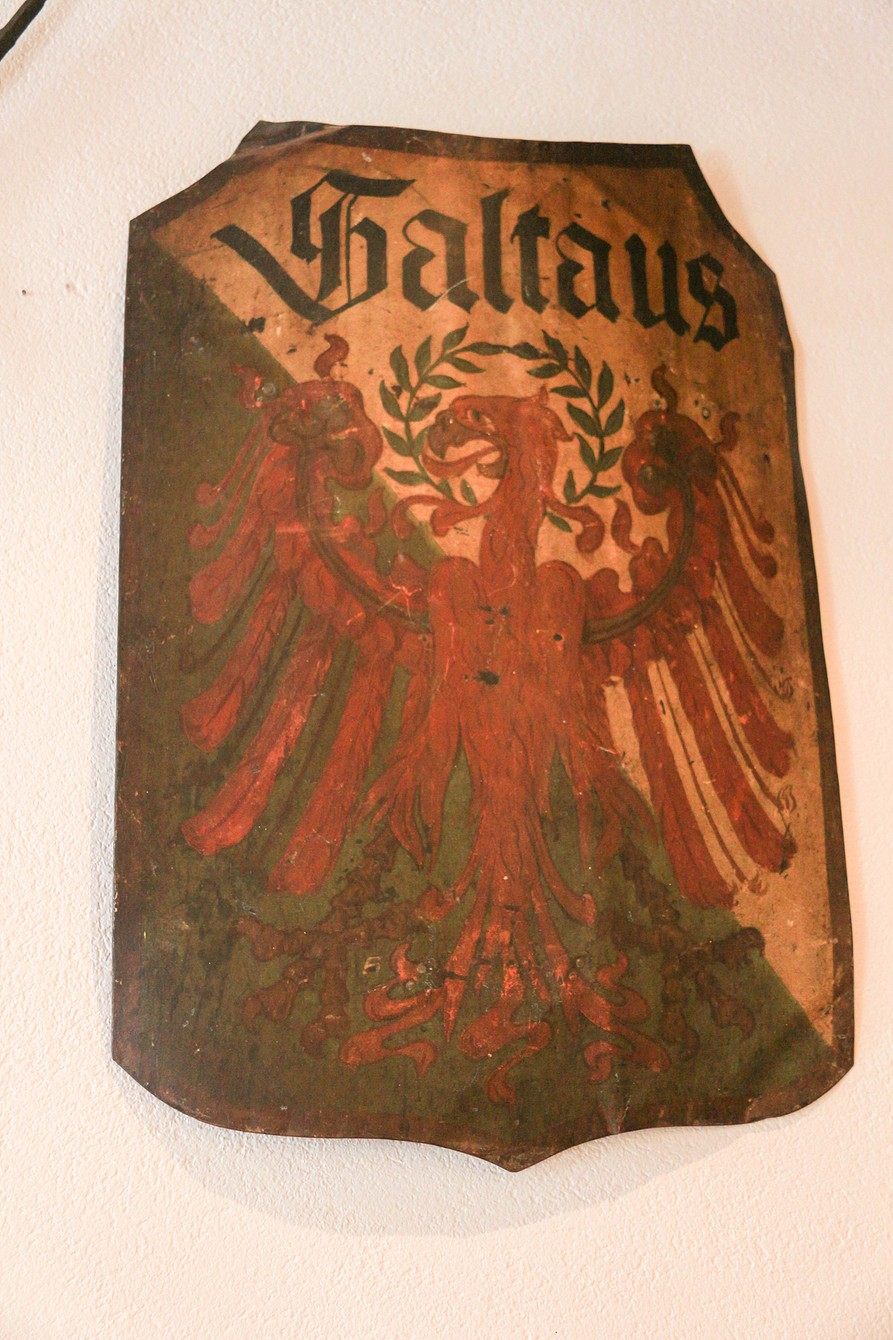
Schild Saltaus

## Trivia
- De Frazione Saltaus en Gomion in het Passeiertal danken hun naam aan de Schildhof die er gelegen is.
- Bijna elke Schildhof heeft zijn eigen mythes en spookverhalen, die door de plaatselijke bevolking al eeuwenlang worden doorverteld.